# Ил Феруци (Фиренца)
Ил Феруци је насеље у Италији у округу Фиренца, региону Тоскана.
Према процени из 2011. у насељу је живело 84 становника. Насеље се налази на надморској висини од 431 м.